# Alessa Thiel
Alessa Thiel (* 6. August 1994 in Oelde) ist eine deutsche Bogenschützin. Ihr größter Erfolg ist der Sieg bei der IFAA Europameisterschaft Feld 2023 im ungarischen Sopron.

## Laufbahn
Thiel begann 2012 mit dem Bogenschießen beim Sportschützenverein Diana Oelde. Ein Jahr später, gründete sie mit ihrem Trainer Dennis Druffel die Bogensportabteilung des SV Diestedde. Im September 2013 erreichte sie mit dem zweiten Platz erstmalig die Medaillenränge bei einer Deutschen Meisterschaft des Deutschen Bogensport Verbandes. 2014 folgten beim selben Verband ihre ersten beiden Deutschen Meistertitel in den Disziplinen Halle und Feld. Erstmals international startete Thiel im Jahre 2015 bei der IFAA Weltmeisterschaft Bowhunter im ungarischen Gödöllö. Mit dem siebten Platz wurde sie beste Deutsche in der Klasse Bowhunter Recurve. 2016 gewann Thiel ihren ersten internationalen Titel mit dem Sieg bei der offenen Schottischen 3D Meisterschaft. Im selben Jahr wechselte sie aus beruflichen Gründen zur Bogensport Akademie in Mülheim an der Ruhr. 2021 folgte ein weiterer Vereinswechsel zum BSF Warendorf. Ihren größten Erfolg erreichte Thiel 2023, als sie im ungarischen Sopron die Europameisterschaft Feld des IFAA gewinnen konnte. Dabei stellte sie in der Field Runde einen neuen Europarekord mit 543 Ringen auf.

## Erfolge (Auswahl)
- 1. Platz DBSV Deutsche Meisterschaft Halle 2014 (Jagdbogen Damen)
- 1. Platz DBSV Deutsche Meisterschaft Feld 2014 (Jagdbogen Damen)
- 1. Platz Scottish 3D Championship 2016 (Traditional Recurve Damen)[5]
- 1. Platz Scottish 3D Championship 2017 (Traditional Recurve Damen)[8]
- 1. Platz Scottish 3D Championship 2019 (Traditional Recurve Damen)
- 1. Platz DFBV Deutsche Meisterschaft Feld & Jagd 2019 (Bowhunter Compound Damen)
- 2. Platz IFAA Europameisterschaft Feld 2019 (Bowhunter Compound Damen)
- 1. Platz DFBV Deutsche Meisterschaft Halle 2020 (Bowhunter Compound Damen)[9]
- 1. Platz DFBV Deutsche Meisterschaft Bowhunter 2020 (Bowhunter Compound Damen)
- 1. Platz IFAA Europameisterschaft Feld 2023 (Compound Damen)[6]
- 1. Platz DSB Deutsche Meisterschaft Halle 2025 (Compound Damen)[10]